# بازی‌های دکتر پاندا
بازی‌های دکتر پاندا (انگلیسی: Dr. Panda Games) یک سری بازی ویدئویی آموزشی تک‌نفره برای سکو‌های آی‌اواس، اندروید، ویندوز و ویندوز فون می‌باشد که توسط ترایب‌پلی توسعه و نشر پیدا کرده است.
دکتر پاندا تاکنون به ۱۸ زبان دنیا ترجمه شده است.

## فهرست تمام بازی‌های دکتر پاندا
| تاریخ انتشار | عنوان                      | سکو(ها) | سکو(ها) | سکو(ها)    | سکو(ها) |
| تاریخ انتشار | عنوان                      | آی‌اواس  | اندروید | ویندوز فون |         |
| ------------ | -------------------------- | ------- | ------- | ---------- | ------- |
| فوریه ۲۰۱۴   | رستوران دکتر پاندا ۲       | آری     | آری     | نه         |         |
| دسامبر ۲۰۱۳  | رانندهٔ اتوبوس دکتر پاندا   | آری     | آری     | نه         |         |
| نوامبر ۲۰۱۳  | خانهٔ دکتر پاندا            | آری     | آری     | نه         |         |
| اوت ۲۰۱۳     | فرودگاه دکتر پاندا         | آری     | آری     | آری        |         |
| ژوئیه ۲۰۱۳   | کلاس هنر دکتر پاندا        | آری     | آری     | نه         |         |
| ژوئن ۲۰۱۳    | پارکینگ دکتر پاندا         | آری     | آری     | نه         |         |
| ژوئن ۲۰۱۳    | خدمتکار دکتر پاندا         | آری     | آری     | نه         |         |
| آوریل ۲۰۱۳   | آرایشگاه دکتر پاندا        | آری     | آری     | نه         |         |
| مارس ۲۰۱۳    | سوپرمارکت دکتر پاندا       | آری     | آری     | آری        |         |
| دسامبر ۲۰۱۲  | باغچهٔ سبزیجات دکتر پاندا   | آری     | آری     | آری        |         |
| نوامبر ۲۰۱۲  | مهدکودک دکتر پاندا         | آری     | آری     | آری        |         |
| سپتامبر ۲۰۱۲ | رستوران دکتر پاندا         | آری     | آری     | آری        |         |
| ژوئن ۲۰۱۲    | بیمارستان دکتر پاندا       | آری     | آری     | آری        |         |
| مارس ۲۰۱۲    | به من آموزش بدهٔ دکتر پاندا | آری     | آری     | نه         |         |